# Oxynoticeratidae
Oxynoticeratidae es una familia de amonitas verdaderas (orden Ammonitida) incluidas en la superfamilia Psiloceratoidea.
Las oxinoticeratidas tienen una distribución mundial amplia, pero una estratigrafía estrecha y se conocen sólo en el Sinemuriense superior y el Pliensbachiense inferior, durante el cual sus conchas cambiaron poco de forma.

## Géneros
- Cheltonia Buckman, 1904
- Gleviceras Buckman, 1918
- Hypoxynoticeras Spath, 1925
- Oxynoticeras Hyatt, 1875
- Paracymbites Spath, 1925
- Paroxynoticeras Pia, 1914
- Radstockiceras Buckman, 1918
- Slatterites Spath, 1923

## Descripción
Estos cefalópodos, como las otras especies de la superfamilia Psiloceratoidea, se caracterizan generalmente por conchas oxicónicas, en su mayoría involutas, con venter estrecho y sección de verticilo lanceolada comprimida. La línea de sutura es de tipo amonítico. Las nervaduras son débiles, apenas funcionales y a menudo están ausentes.
Han desarrollado cámaras corporales más cortas que en los ancestrales Arietitidae, resultando en posiciones flotantes más estables. Sus formas discoidales, en su mayoría lisas y afiladas, habrían permitido un movimiento rápido, aunque probablemente no sostenido, a través del agua.

## Distribución
Se han encontrado fósiles de especies de este género en los sedimentos jurásicos de Argentina, Canadá, China, Francia, Hungría, Italia, México, Marruecos, España, Turquía y Reino Unido.